# 前川かずお (絵本作家、漫画家)
前川 かずお（まえかわ かずお、1937年9月5日 - 1993年1月13日）は、日本の絵本作家、漫画家。大阪府大阪市出身。本名の前川 一夫名義による作品もある。少年誌や学習誌、幼児誌、新聞などにユーモア作品を発表。挿絵、漫画ルポ、パノラマ漫画など幅広い分野で活躍した。漫画家としての作品に『ばけばけ5』『にっこりよこちょう』などがある。

## 経歴
大阪市生まれ。大阪市立工芸高等学校建築科を1年で中退し、印刷会社やデザイン会社などに勤務しつつ、漫画を修業。17歳のとき貸本漫画でデビュー。林田けんじ、東大助のペンネームで貸本漫画『謎の広告塔』『黒い猫』などを描き下ろす。馬場のぼるを慕って上京し、馬場の紹介で小学館学年誌にデビュー、『小学二年生』などにユーモア漫画を発表。1960年、花登筺原作の『番頭はんとでっちどん』『崑ちゃん捕物帳』を連載し、ヒューマニズムに基づくほのぼのとした明るい作風で人気を博す。
1965年、『パキちゃんとガン太』『マーちゃんとミーちゃん』により第11回小学館漫画賞受賞。なお、後者の双子の主人公「山川マミ・ミヨ」は、前川自身の双子の娘がモデルとなっている。1970年代以降は絵本作家として活動。1974年から、やなせたかしや手塚治虫たちと共に漫画絵本の原画展を開催。1976年、イタリア・キエティ商工会議所賞受賞。1982年、『絵巻えほん 川』により第11回日本漫画家協会賞優秀賞受賞。
1978年から那須正幹作『ズッコケ三人組』シリーズの挿絵を担当。そのきっかけは、小学館の学年誌に連載していた『にっこりよこちょう』のイメージが『ズッコケ三人組』によく合うとの理由で那須から特に指名を受けたことだった。それまで日本の児童文学界では漫画家に挿絵を描かせる前例がなかったため、このシリーズにおける前川の挿絵は保守的な児童文学観の持主から反撥を受け、同シリーズが図書館に初めて購入された時も「漫画」を図書館の蔵書に入れることの是非について論議を呼んだ。
師・馬場のぼるの住む東京都練馬区に昭和30年代から居住し、自宅の庭での家庭菜園を趣味としていた。1991年6月に急性白血病と診断され、東京都港区の虎ノ門病院に入院。体調悪化のため、第25作『ズッコケ三人組の未来報告』が遺作となった。入院中、坂井宏先（後のポプラ社社長）の提案で第26作『ズッコケ三人組対怪盗X』以降の同シリーズの挿絵を高橋信也に引き継ぎ、シリーズ完結前に急性白血病のため、1993年1月13日17時15分、死去。55歳没。同年7月17日には漫画家絵本の会の主催により「前川かずお氏追悼の会」が、生前前川が愛した銀座のバー「ナポレオン」で開かれた。彼の葬儀ではジャズ音楽が流れた。

## 所属団体
- 日本漫画家協会
- 漫画集団
- 漫画家の絵本の会

## 作品

### 絵本
- 『みずのこのたびかわ』学習研究社、1969年
- 『母と子の名作絵本　9巻：まほうのたま』学習研究社、1970年
- 『ぷかぷかぷっかり:ピッグボーイ・ドンちゃん』童心社、1973年
- 『おめでとうドンちゃん』童心社、1973年
- 『おにがわら』フレーベル館、1976年
- 『くものぴかごろう』童心社、1976年
- 『ふしぎのつぼ』佼成出版社、1977年
- 『ほしのこピコまちにくる』小峰書店、1978年
- 『おさるのまっかっか』フレーベル館、1979年
- 『おやこおばけ』童心社、1980年
- 『けんちゃんのびっくりぼうけん』フレーベル館、1981年
- 『こぶたのとんとん』フレーベル館、1981年
- 『びっくりけんちゃん』フレーベル館、1981年
- 『絵巻えほん 川』こぐま社、1981年
- 『うさぎのとっぴん』ポプラ社、1981年
- 『ほしのこピコとぽこぽん』小峰書店、1982年
- 『うさぎのとっぴんとゆきおとこ』ポプラ社、1983年
- 『うさぎのとっぴんびっくりパンク』ポプラ社、1984年
- 『へんてこおじさん』童心社、1984年
- 『うさぎのとっぴんパイロットだ!』ポプラ社、1984年
- 『うさぎのとっぴんとプリンかいじん』ポプラ社、1987年
- 『おひさまあはは』こぐま社、1989年

共著
| タイトル                  | 共同執筆者 | 共同執筆者 | 共同執筆者    | 共同執筆者  | 共同執筆者    | 共同執筆者  | 共同執筆者 | 共同執筆者    | 共同執筆者 | 出版社          | 発表年 |
| ------------------------- | ---------- | ---------- | ------------- | ----------- | ------------- | ----------- | ---------- | ------------- | ---------- | --------------- | ------ |
| 『10人の漫画家の10の旅』  | 柳原 良平  | 永島 慎二  | やなせ たかし | 馬場 のぼる | 佐川 美代太郎 | 多田 ヒロシ | 長 新太    | おおば 比呂司 | 手塚 治虫  | 丸善出版 事業部 | 1987年 |
| 『9人の漫画家の動物たち』 | 柳原 良平  | 永島 慎二  | やなせ たかし | 馬場 のぼる | 佐川 美代太郎 | 多田 ヒロシ | 長 新太    | おおば 比呂司 |            | 丸善出版 事業部 | 1988年 |
| 『8人の漫画家の冒険物語』 | 柳原 良平  | 永島 慎二  | やなせ たかし | 馬場 のぼる | 佐川 美代太郎 | 多田 ヒロシ | 長 新太    |               | 1989年     | 丸善出版 事業部 |        |

### 漫画
- 『番頭はんとでっちどん』（『小学三年生』1961年頃）[4]
- 『おとぼけきょうだい』（『小学一年生』付録、1961年）[5]
- 『おいらは新聞記者』（『小学六年生』1962年頃）[6]
- 『にっこりよこちょう』（『小学二年生』1962年頃）[4]
- 『ハローパキちゃんです』（『小学一年生』1963年頃）[7]
- 『ポンポンタンタン』（『小学一年生』1965年頃）[8]
- 『パキちゃんとガン太』（『小学三年生』1965年6月号 - 1966年3月号）
- 『びっくりけんちゃん』（『キンダーブック』1968年 - 1969年頃）[9]
- 『デッカチーノ物語』（『COM』1969年3月号）[10]
- 『豊臣秀吉─天下の統一』学習研究社、1979年
- 『こども常識事典:まんがでべんきょう』（第1巻）ポプラ社、1985年
- 『ばけばけ5』（全9巻）草土文化、1987年 - 1989年
- 『崑ちゃんの捕物帳』[11]
- 『謎の広告塔』[11]
- 『黒い猫』[11]
- 『やじうま君』
- 『やじうま小僧』
- 『マミちゃんの大阪だより』
- 『マーちゃんミーちゃん』
- 『こぶたのだんぷ』
- 『はやうちどんぱ』
- 『パイナップルパイナちゃん』
- 『どんぶりくん』
- 『がたろう横丁』
- 『となりどうしのきょうだい分』
- 『ピッグボーイドンちゃん』

### 挿絵
- 辰野千寿、大島正二『クイズでゴー!』講談社、1970年
- 辰野千寿、大島正二『クイズランド』講談社、1970年
- 豊田有恒『ポンコツ軍団』『小学四年生』7月号、小学館、1971年[12]
- 笠原秀『世界びっくり情報:日本一・世界一』学習研究社、1973年
- 富田博之『日本のわらい話』学習研究社、1975年
- 富田博之『世界のわらい話』学習研究社、1975年
- 三枝穣『へっこき山の大統領』小峰書店、1978年
- 西本鶏介『きたかぜのくれたテーブルかけ』フレーベル館、1978年
- 北彰介『けんか山』草土文化、1978年
- 那須正幹『ズッコケ三人組』（シリーズ）ポプラ社、1978年 - 1992年 - シリーズ全50巻のうち、第25巻までの挿絵を担当[13]。
- 那須正幹『おばあさんなんでも相談所』ポプラ社、1979年
- 那須正幹『おばけなのだ! のっぺらぼう』ポプラ社、1979年
- 大谷正紀『もしもしもも子さん』太平出版社、1980年
- 金重剛二『どうぶつだんちがんばるはる』太平出版社、1981年
- 金重剛二『どうぶつだんちにぎやかななつ』太平出版社、1981年
- 金重剛二『どうぶつだんちやさしいあき』太平出版社、1981年
- 金重剛二『どうぶつだんちやくそくのクリスマス』太平出版社、1981年
- 金重剛二『どうぶつだんちゆうかんなふゆ』太平出版社、1981年
- 北川幸比古『ロボットせんせいせかい一』理論社、1983年
- 音楽之友社編集部訳『まんが 音楽事典』音楽之友社、1983年（水野良太郎ほか5名も挿絵を担当）
- 大島正二『まんがクイズえほん』（全3巻）講談社、1984年
- しかたしん『4年1組エラー切手事件』小峰書店、1985年
- しかたしん『4年1組なぞのゆうれい船事件』小峰書店、1986年
- 横田順彌『ただしいだじゃれの本』草土文化、1986年
- 吉本直志郎『おじいちゃんおつりちょうだい』くもん出版、1987年
- しかたしん『4年1組なぞの雪男事件』小峰書店、1987年
- 砂田弘『ねこねこ大行進』あかね書房、1988年
- 加太こうじ『ものしり先生わらいばなし』童心社、1989年
- 浅川じゅん『あくまくんは一年生』教育画劇、1990年
- 三田村信行『ききみみずきん』偕成社、1990年
- 竹崎有斐『ひこいちばなし きっちょむさん』偕成社、1990年
- 西本鶏介『ちからたろう』偕成社、1990年
- 小沢正『さるかにむかし』偕成社、1990年
- 渋谷勲『いのちのろうそく』フレーベル館、1991年

### 紙芝居
- 千葉省三『あんぱんをみつけられたはなし ワンワンものがたりより』童心社、1968年
- 堀尾青史『おおきくなるには』童心社、1968年
- 川崎大治『いもころがし<元禄のころ>』童心社、1969年
- 『ピッグボーイドンちゃん じゃんぐるのまき』童心社、1969年
- 『ピッグボーイドンちゃん うちゅうのまき』童心社、1970年
- 『ピックボーイドンちゃん うみへいく』童心社、1972年
- 『うみぼうずフララ』童心社、1978年
- 堀尾青史『だいちゃんのピクニック』童心社、1981年
- 『とうちゃんとりものちょう 前編 かんすけしんぱいのまき』童心社、1982年
- 『とうちゃんとりものちょう 後編 とうちゃんおおてがらのまき』童心社、1982年
- 『とんとんとん』童心社、1982年
- 堀尾青史『ぐるぐる』童心社、1984年
- 『おめでとうドンちゃん』童心社、1987年
- 『ばけばけ5 みんなそろってのまき』童心社、1988年
- 水谷章三『やじさんきたさん』童心社、1991年

### 絵本
- 『くものぴかごろう』（童心社、1976年）[14]
- 『おやこおばけ』（童心社、1980年）[15]